# École supérieure d'informatique, électronique, automatique
École supérieure d'informatique, électronique, automatique (ESIEA) este o universitate tehnică de stat din Ivry-sur-Seine (Franța), situat în apropiere de campusul Institut polytechnique des sciences avancées. A fost fondată în 1958.
Este membră a Conférence des Grandes Ecoles.

## Secții
- Master

Domeniu: Inginerie Electrică, Automatică, Tehnologia Informației, Procesare de semnal, Microelectronică, Nanotehnologie, Acustică, Telecomunicație
- Mastère Spécialisé